# Santo Antônio do Descoberto
| \| Santo Antônio do Descoberto \|                   |
| Lage der Stadt Santo Antônio do Descoberto in Goiás |
| Santo Antônio do Descoberto                         |

| Santo Antônio do Descoberto |

Santo Antônio do Descoberto ist eine brasilianische politische Gemeinde und Stadt im Bundesstaat Goiás in der Mesoregion Ost-Goiás und in der Mikroregion Entorno de Brasília. Sie liegt westlich der brasilianischen Hauptstadt Brasília und nordöstlich von Goiânia, der Hauptstadt des Bundesstaates.

## Geographische Lage
Santo Antônio do Descoberto grenzt
- im Norden an Águas Lindas de Goiás
- im Osten an den Bundesdistrikt und Novo Gama
- im Südosten an Luziânia
- im Südwesten an Alexânia
- im Westen Corumbá de Goiás
- im Nordwesten an Cocalzinho de Goiás

Das Gemeindegebiet wird vom Rio Descoberto von Norden nach Süden durchflossen. Dieser mündet in den südlichen Grenzfluss Corumbá.

Die Entfernung zur Hauptstadt Goiânia beträgt 179 km.

## Wirtschaft
| BIP Daten 2007     |         |
| Landwirtschaft:    | 7.128   |
| Industrie:         | 23.810  |
| Dienstleistung:    | 142.398 |
| Subtotal:          | 173.337 |
| Steuern:           | 9.063   |
| BIP total:         | 182.400 |
| Rang in Goiás:     | 53      |
| Bevölkerung:       | 55.621  |
| BIP pro Kopf (R$): | 3.279   |
| Rang in Goiás:     | 245     |

Nebenstehende Tabelle zeigt das Bruttoinlandsprodukt (BIP) in jeweiligen Preisen für die drei Wirtschaftssektoren, BIP total und Rang in Goiás von Santo Antônio do Descoberto, Bevölkerung und BIP pro Kopf für 2007 (in Tausend R$). Zusammen mit Áquas Lindas de Goiás hatte Santo Antônio do Descoberto im Jahr 2007 das geringste BIP pro Kopf in Goiás.